# 符芝瑛
符芝瑛（1958年－），記者、編輯、作家，中山女中、國立政治大學新聞學系畢業，前《人間福報》社長、總編輯。曾任聯合報系《中國論壇》執行編輯、《民生報》記者、《民生報》執行編輯、《遠見雜誌》執行編輯、天下文化主任編輯等等。1995年時移居上海市後，曾任職上海貝塔斯曼公司、麥考林國際郵購公司、《移居上海》、《HUNTRE》等等。
著作有《傳燈：星雲大師傳》、《雲水日月：星雲大師傳》、《薪火：佛光山承先啟後的故事》、《今生相隨：楊惠珊、張毅與琉璃工房》、《臺灣過唐山》（散文集）等。譯作有《狗兒的秘密生活》、《黑桃皇后》（短篇小說改寫成圖畫書）等。其他作品散見《中國時報》、《聯合晚報》等。